# Destille (Hann. Münden)

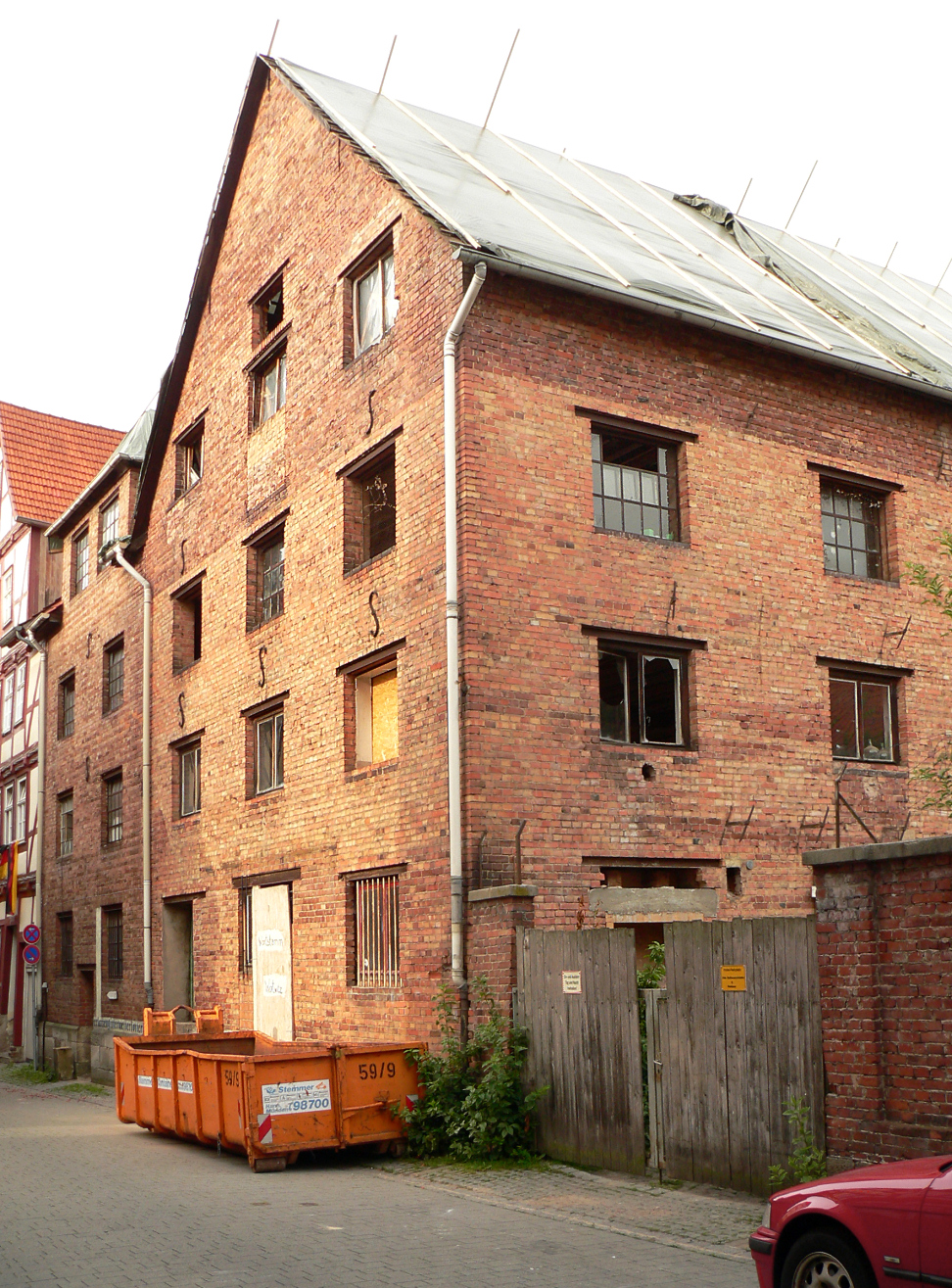
Straßenfront der Destille

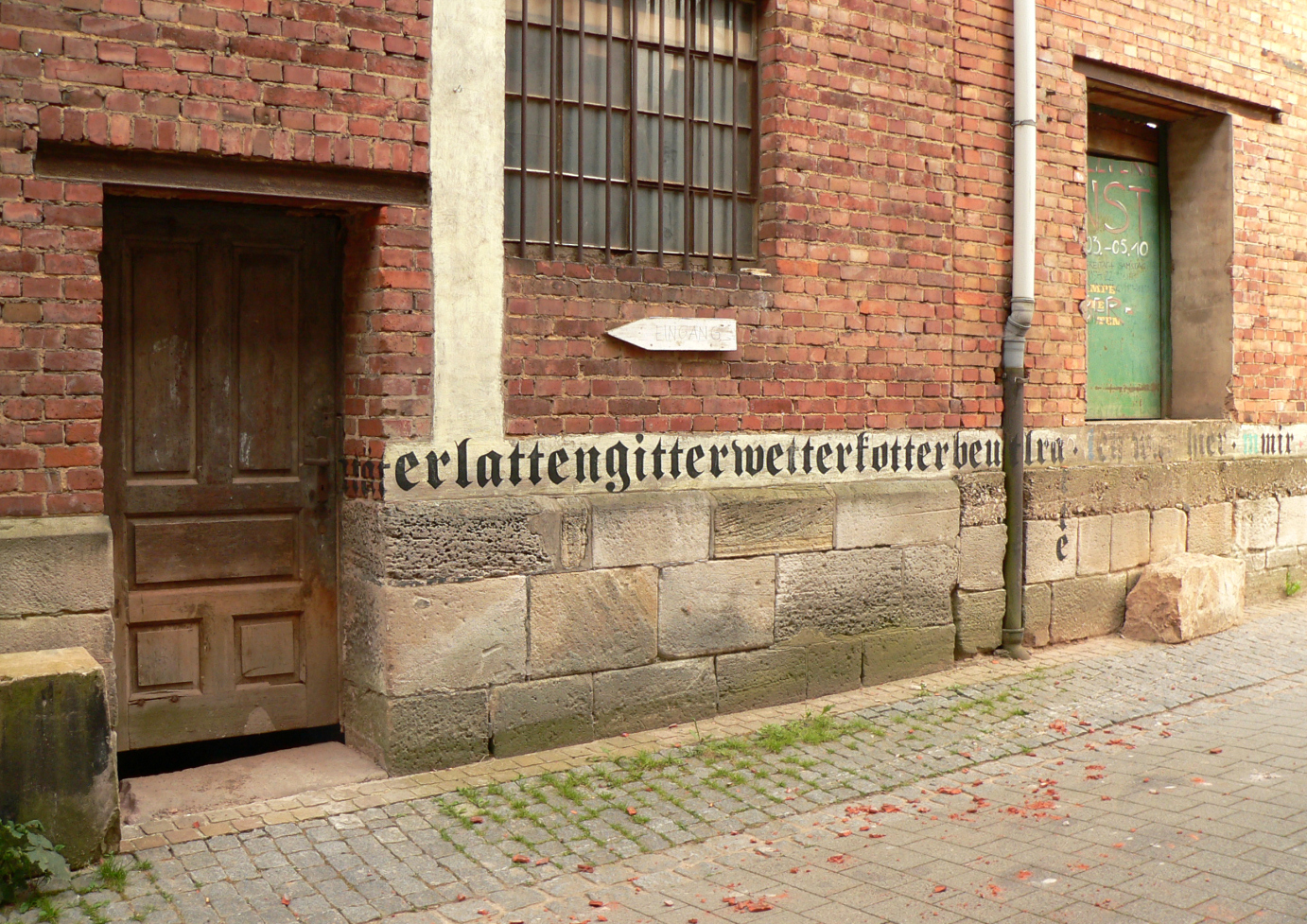
Zugang von der Straße zur Destille

Die Destille ist ein ehemaliges Lagerhaus im Altstadtkern von Hann. Münden in Südniedersachsen. Der im ersten Drittel des 20. Jahrhunderts errichtete und heute unter Denkmalschutz stehende Steinbau wurde anfangs zur Getreidelagerung sowie -trocknung genutzt.

## Geschichte
Erstmals wurde das heutige Doppelgrundstück 9 und 11 der Straße „Hinter der Stadtmauer“ 1796 bebaut, wovon die Jahreszahl 1796 auf einem Monogrammstein im Gewölbekeller der Destille zeugt. Zu dieser Zeit errichtete der Mündener Kaufmann Johann Philipp Holtzmüller ein Lagergebäude. Später wurde es zu einem größeren Fachwerkhaus zur Trocknung und Lagerung von Getreide erweitert. 1918 zerstörte ein wahrscheinlich von der Getreidetrocknungsanlage ausgelöster Brand das Lagergebäude.
Zwischen 1933 und 1935 entstand das heutige Gebäude der Destille als viergeschossiger, massiver Backsteinbau mit schwerbelastbaren Holzbalkendecken. Der Bau diente der nahe gelegenen Münderschen Mühle als Trocken- und Lagerraum. Von den 1950er bis in die 1990er Jahre nutzte die Obstweinschänke Louis Winkelmann das Gebäude als Wein- und Spirituosenlager, was namensgebend für Destille war. Danach stand das Gebäude jahrelang leer. Nachdem ein örtlicher Denkmalaktivist die Destille im Jahr 2006 erworben hatte, diente sie von 2007 bis 2014 als Ort für kulturelle Veranstaltungen. Dazu zählte von 2007 bis 2013 das jährliche Denkmal-Kunst-Festival, bei dem Künstler in historischen Gebäuden wie der Destille ausstellten oder sie für Musikveranstaltungen nutzten. Seit etwa 2012 wird die Destille in Wohnraum umgewandelt. Bei den Umbauarbeiten wurden Reste der Getreidetrocknungsanlage entdeckt, die wahrscheinlich 1918 zum Gebäudebrand geführt hatte. Zurückliegend konnte die Destille am Tag des Denkmals besichtigt werden. Mit dem Abschluss des Umbaus zu Wohnraum Anfang 2017 kann das Gebäude nicht mehr besichtigt werden.